# Clermont (Ariège)
Clermont – miejscowość i gmina we Francji, w regionie Oksytania, w departamencie Ariège.
Według danych na rok 1990 gminę zamieszkiwały 82 osoby, a gęstość zaludnienia wynosiła 11 osób/km² (wśród 3020 gmin regionu Midi-Pireneje Clermont plasuje się na 981. miejscu pod względem liczby ludności, natomiast pod względem powierzchni na miejscu 1292.).